# Eduardo Cerqueira Jericó
Eduardo Cerqueira Jericó (Curitiba, 10 de março de 1978) é um ator, comediante e apresentador de televisão brasileiro.

## Biografia
Eduardo Cerqueira Jericó, mais conhecido pelo nome artístico Eduardo Jericó, é um humorista, ator e apresentador brasileiro. Nascido em Curitiba, Paraná, utiliza recursos vocais para reproduzir sons e vozes de personalidades, e incorpora efeitos sonoros em suas apresentações.

## Carreira
A preparação artística de Eduardo Jericó começou em 1998, na Oficina de Atores do Teatro Guaíra, no Paraná. Nos anos seguintes, se formou no curso técnico da Faculdade de Artes Cênicas do Paraná e participou dos cursos de interpretação, cinema e teatro ministrados pelos profissionais Cininha de Paula, Jayme Periard e Aguinaldo Silva.
Em 2008, o comediante criou o espetáculo de stand-up comedy "Louco é Pouco", com Nizo Neto, no Rio de Janeiro, o qual o levou a se apresentar em casas de comédia  pelo Brasil. Jericó participou de programas de televisão como "Tudo é Possível" com Ana Hickmann, "Arquibancada do Riso" com Celso Portiolli, "Programa do Jô", com Jô Soares, "Quinta Categoria", ao lado de Tatá Werneck, Rodrigo Capella e Paulinho Serra, e "Domingão do Faustão", com Fausto Silva. Também participou dos programas "A Praça é Nossa" e "Vídeo Show".
Jericó atuou em peças de teatro, como "Feira de Humor", "Os Censurados", "Baseado no Humor" e "Molóides". Além disso, atuou em filmes, como Ônibus 174, Tropa de Elite e Xuxa Gêmeas, novelas como Paginas da vida, Caminhos do Coração e A Terra Prometida e programas de televisão nas emissoras TV Globo, Rede Record e Band TV. De 2011 a 2013, esteve na MIX TV, onde roteirizou e apresentou “Piadaria” às quintas-feiras, esteve à frente de “Viaja meu Brother” com Rafa Brites, e fez reportagens para o programa “Dose Tripla”, apresentado por Paulo Miklos da banda Titãs.
Entre 2013 e 2019, Jericó realizou shows no Brasil e, em 2020, gravou o segundo especial intitulado "Tá tranquilo". No mesmo ano, continuou a turnê nacional do solo "Retrô", que aborda temas dos anos 90. Em 2022, fez a primeira a turnê internacional e apresentou o espetáculo "Retrô" em Portugal.

## Vida Pessoal
Em 2015, no Rio de Janeiro, casou-se e tem uma filha chamada Olivia Ramos Muniz Cerqueira Jericó. Em 10 de junho 2019, divorciou-se. Desde 2021, faz ponte aérea entre Rio de Janeiro e Curitiba, onde sua família reside.